# Oļegs Blagonadeždins
Oļegs Blagonadeždins était un footballeur international letton né le 16 mai 1973 à Riga. Il évoluait au poste de défenseur. 
En tout, il a joué 70 matchs internationaux et a marqué 2 buts pour l'équipe de Lettonie. Il a connu ses premières sélections en 1992, lors de la création de son équipe nationale. Avec la Lettonie il a participé à l'Euro 2004.
Oļegs Blagonadeždins a commencé sa carrière au Pārdaugava Riga, avant de passer beaucoup d'années au Skonto Riga. Il ensuite joué quelques mois au FK Alania Vladikavkaz (club russe), puis a fait partie de l'équipe de l'Alania Vladikavkaz avant de terminer sa carrière au FK Jurmala.

## Carrière
- 1991 :  Pārdaugava Riga
- 1992-2002 :  Skonto Riga
- 2003 :  Alania Vladikavkaz
- 2003-2005 :  Skonto Riga
- 2006 :  FK Jurmala[1]

## Palmarès
- Champion de Lettonie en 1993, 1994, 1995, 1996, 1997, 1998, 1999, 2000, 2001, 2002, 2003 et 2004 avec le Skonto Riga
- Vainqueur de la Coupe de Lettonie en 1995, 1997, 1998, 2000, 2001 et 2002 avec le Skonto Riga